# Cines (production)
Pour l’article ayant un titre homophone, voir Centre informatique national de l'enseignement supérieur.
La Cines (raison sociale complète : Società Italiana Cines ; appelée couramment Cines romaine ; prononciation en italien : tchinès) est une maison cinématographique italienne spécialisée dans la production et la distribution de films.

## La Cines
La Cines vit le jour à Rome le 1er avril 1906 à la suite de la transformation en société anonyme de la manufacture de films Alberini & Santoni, elle-même fondée en 1905 à l’initiative de Filoteo Alberini et Dante Santoni. En créant la Cines les deux associés souhaitaient produire des pellicules, fabriquer des appareils et commercialiser des accessoires de cinématographie, de photographie et de techniques connexes.
Pendant l'été 1906, le réalisateur français Gaston Velle, qui travaillait jusque-là pour Pathé, les scénaristes Dumesnil et Vasseur et l'opérateur Vauzèle, spécialiste des effets spéciaux, rejoignirent la Cines. C'est pendant cette année que la société réalisa les films La Malia dell'oro, Pierrot amoureux (Pierrot innamorato) et Viaggio in una stella.
En 1907, Mario Caserini, qui était entré à la Cines comme acteur, y commença son activité de réalisateur, alors que Velle, retournait à Paris. La Cines commença à se spécialiser dans les productions historiques et en costumes d’époque, telles Il Fornaretto di Venezia, Otello, Garibaldi. En 1908 Carlo Rossi, fondateur de la Rossi & C. de Turin (issue de la Itala Film de Carlo Sciamengo et Giovanni Pastrone), devint membre de la direction. Ce fut Rossi qui représenta la Cines au Congrès des industries cinématographiques européennes de Paris de 1909, mais il quitta la société en 1911. En même temps le jeune peintre Enrico Guazzoni, qu'Alberini avait introduit dans la société comme réalisateur, commençait à se distinguer.

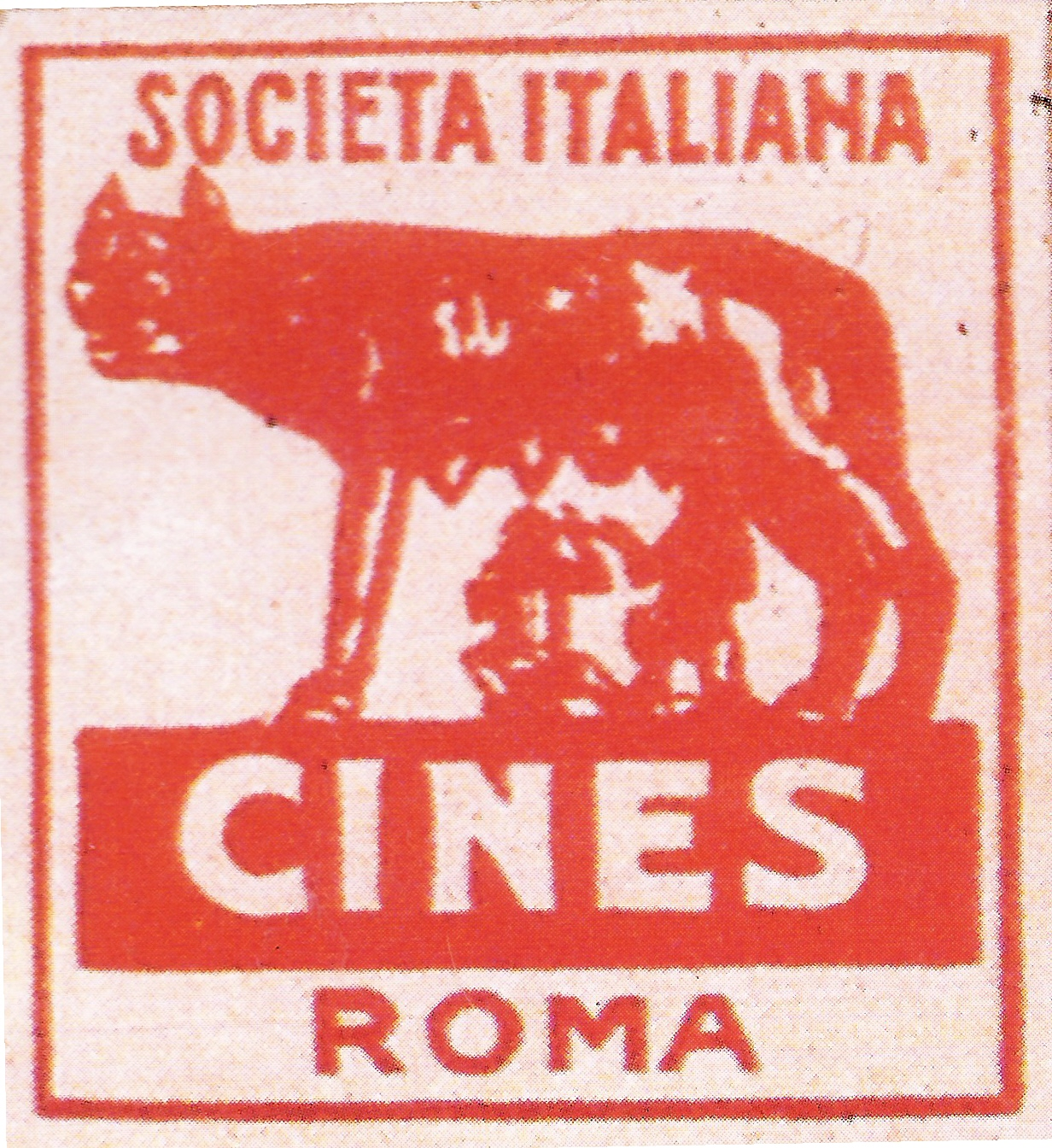
Un des logos de la Cines romaine.

Guazzoni obtint un premier succès personnel avec Brutus en 1910, l'année même où la Cines avait dû affronter la grande crise qui avait frappé toutes les maisons cinématographiques européennes et américaines. Une fois révolue l'époque des grands bénéfices, la banque confia à un mandataire, Alberto Fassini, la charge de liquider l'établissement. Au lieu de cela Fassini entreprit de réorganiser et de recapitaliser la firme et prit la fonction de président du conseil d'administration.
Dès lors, la Cines réussit à garantir aux cinémas italiens et étrangers la fourniture hebdomadaire d'un drame (environ 600 mètres), une comédie, deux films comiques et deux documentaires. L'établissement fut équipé d'appareils modernes, une troupe fixe fut engagée et les principaux acteurs, dont Amleto Novelli et Gianna Terribili-Gonzales, reçurent des contrats à long terme.
En 1911, la Cines figurait dans le catalogue général officiel de l'Exposition internationale de l'industrie et du travail de Turin, et déclarait les établissements suivants:
- Rome: manufacture cinématographique;
- Padoue: fabrique de soie artificielle;
- Vigodarzere: fabrique de pellicule photosensible.
- Filiales à: Paris, Londres, Barcelone, Moscou, Berlin.
- Agences à: New York, Rio de Janeiro, Buenos Aires, Caracas, Sydney, Yokohama, Hong Kong, Le Caire.

En 1911, la Cines remporta au Concours international de cinématographie de l'Exposition internationale du cinéma de Turin le deuxième prix dans la catégorie artistique avec le film San Francesco (o Il poverello d'Assisi) et le deuxième prix en catégorie didactique avec Il tamburino sardo.
En 1912, la Cines se hissa dans les premiers rangs des maisons de production au niveau mondial avec le film Quo vadis ? d'Enrico Guazzoni. Puis elle consolida sa position en 1913 avec le film Marcantonio e Cleopatra du même réalisateur, un des premiers films à haut budget de l'histoire du cinéma, mais dont les coûts furent  récupérés par la seule cession des droits de projection pendant un an à l'armée britannique.
Dans la même année, la Cines organisa un concours international pour un sujet cinématographique, doté d'un premier prix de 25 000 lires italiennes. Mais ces élans furent interrompus par la Première Guerre mondiale. Après la Guerre la Cines reprit rapidement ses activités et contracta avec de grandes actrices, telles Lyda Borelli, et des réalisateurs comme Nino Oxilia, Giulio Antamoro, Nino Martoglio, Carmine Gallone, Ivo Illuminati, Amleto Palermi, Augusto Genina.
En 1919, la Cines fusionna dans l'Unione Cinematografica Italiana et cessa toute activité dès 1921.

## Filmographie partielle
- 1906 : Voyage autour d'une étoile de Gaston Velle
- 1907 : Il fornaretto di Venezia de Mario Caserini
- 1909 : Beatrice Cenci de Mario Caserini
- 1910 : Jean de Médicis (Giovanni dalle Bande Nere) de Mario Caserini
- 1911 : Agrippine (Agrippina) d'Enrico Guazzoni
- 1911 : L'Épouse du Nil (La sposa del Nilo) d'Enrico Guazzoni
- 1913 : Quo vadis ? d'Enrico Guazzoni
- 1917 : Ivan le Terrible (Ivan, il terribile) d'Enrico Guazzoni
- 1921 : Fior d'amore de Mario Caserini
- 1931 : La Lanterne du diable (La lanterna del diavolo) de Carlo Campogalliani
- 1932 : La tavola dei poveri d'Alessandro Blasetti
- 1932 : Les Hommes, quels mufles ! (Gli Uomini, che mascalzoni...) de Mario Caserini
- 1932 : Assisi d'Alessandro Blasetti
- 1932 : Tarquinia de Carlo Ludovico Bragaglia
- 1933 : Bacini di carenaggio a Genova (it) de Stefano Bricarelli
- 1933 : Acier (Acciaio) de Walter Ruttmann
- 1933 : O la borsa o la vita (it) de Carlo Ludovico Bragaglia
- 1933 : Je vous aimerai toujours (T'amerò sempre) de Mario Camerini
- 1934 : 1860 d'Alessandro Blasetti
- 1942 : Avanti c'è posto... de Mario Bonnard
- 1942 : La Belle Endormie (La bella addormentata) de Luigi Chiarini
- 1942 : Quatre Pas dans les nuages (Quattro passi fra le nuvole) d'Alessandro Blasetti
- 1943 : Gli assi della risata de Roberto Bianchi Montero, Gino Talamo et Giuseppe Spirito
- 1943 : Une nuit avec toi (Fuga a due voci) de Carlo Ludovico Bragaglia
- 1943 : Je vous aimerai toujours (T'amerò sempre) de Mario Camerini
- 1944 : L'Homme à femmes (Sorelle Materassi) de Ferdinando Maria Poggioli
- 1950 : L'edera d'Augusto Genina
- 1950 : Pour l'amour du ciel (È più facile che un cammello...) de Luigi Zampa
- 1950 : Due mogli sono troppe (it) de Mario Camerini
- 1951 : Traqué dans la ville (La città si defende) de Pietro Germi
- 1952 : La Tanière des brigands (l brigante di Tacca del Lupo) de Pietro Germi
- 1953 : La Maison du silence (La voce del silenzio) de Georg Wilhelm Pabst
- 1954 : Quelques pas dans la vie (Tempi nostri) d'Alessandro Blasetti et Paul Paviot
- 1955 : Amis pour la vie (Amici per la pelle) de Franco Rossi